# Kryštofovy Hamry
Kryštofovy Hamry é uma comuna checa localizada na região de Ústí nad Labem, distrito de Chomutov.